# Panamerikanische Spiele 1999/Badminton

Badminton wurde bei den Panamerikanischen Spielen 1999  in Winnipeg in Kanada gespielt. Die Wettkämpfe dauerten vom 23. bis zum 28. Juli.

## Medaillengewinner
| Disziplin    | Gold                              | Silber                        | Bronze                              |
| ------------ | --------------------------------- | ----------------------------- | ----------------------------------- |
| Herreneinzel | Kevin Han                         | Stuart Arthur                 | Mario Carulla                       |
| Herreneinzel | Kevin Han                         | Stuart Arthur                 | Pedro Yang                          |
| Dameneinzel  | Yeping Tang                       | Charmaine Reid                | Denyse Julien                       |
| Dameneinzel  | Yeping Tang                       | Charmaine Reid                | Kara Solmundson                     |
| Herrendoppel | Brent Olynyk Iain Sydie           | Howard Bach Mark Manha        | Mike Beres Bryan Moody              |
| Herrendoppel | Brent Olynyk Iain Sydie           | Howard Bach Mark Manha        | Bernardo Monreal Luis Lopezllera    |
| Damendoppel  | Robbyn Hermitage Milaine Cloutier | Charmaine Reid Denyse Julien  | Adrienn Kocsis Doriana Rivera       |
| Damendoppel  | Robbyn Hermitage Milaine Cloutier | Charmaine Reid Denyse Julien  | Stefanie Westermann Kathy Zimmerman |
| Mixed        | Iain Sydie Denyse Julien          | Brent Olynyk Robbyn Hermitage | Chris Hales Yeping Tang             |
| Mixed        | Iain Sydie Denyse Julien          | Brent Olynyk Robbyn Hermitage | Mario Carulla Adrienn Kocsis        |

## Medaillenspiegel
| Platz  | Nation             |   |   |    | Gesamt |
| ------ | ------------------ | - | - | -- | ------ |
| 1      | Kanada             | 3 | 4 | 3  | 10     |
| 2      | Vereinigte Staaten | 2 | 1 | 2  | 5      |
| 3      | Peru               | 0 | 0 | 3  | 3      |
| 4      | Guatemala          | 0 | 0 | 1  | 1      |
| 4      | Mexiko             | 0 | 0 | 1  | 1      |
| Gesamt | Gesamt             | 5 | 5 | 10 | 20     |